# Alexey Lutsenko
Alexey Lutsenko (en russe : Алексей Луценко ; français : Alekseï Loutsenko), né le 7 septembre 1992 à Petropavl, est un coureur cycliste kazakh, membre de l'équipe Israel-Premier Tech. En 2012, il devient champion du monde sur route espoirs et passe professionnel l'année suivante au sein de l'équipe Astana.

## Biographie

### Débuts cyclistes et carrière chez les amateurs
En catégorie juniors, Alexey Lutsenko décroche notamment le titre de champion d'Asie sur route et la deuxième place de l'épreuve chronométrée en 2010. L'année suivante, sous les couleurs de l'équipe nationale du Kazakhstan, il obtient de bons résultats sur des courses renommées chez les espoirs comme Toscane-Terre de cyclisme ou le ZLM Tour.
Il est embauché pour la saison 2012 par l'équipe réserve de la formation UCI World Tour Astana, Astana Continental.
En rejoignant Astana Continental, il obtient l'opportunité de se produire sur les plus grandes courses de sa catégorie d'âge. Coureur polyvalent, il démontre sa bonne pointe de vitesse sur la Vuelta a la Independencia Nacional, sa puissance à la Coupe des nations Ville Saguenay mais aussi ses aptitudes de rouleur contre le chrono lors du Tour de Thuringe.
Mais c'est lors des championnats nationaux élites qu'il se révèle, terminant deuxième aussi bien sur l'épreuve contre-la-montre que l'épreuve sur route face aux professionnels. Le 14 juillet, il finit cinquième du Grand Prix Nobili Rubinetterie, dans le même temps que des coureurs comme Franco Pellizotti et Damiano Caruso. Il lève les bras pour la première fois de la saison à l'issue d'une étape escarpée sur le Tour du Val d'Aoste. Il continue d'impressionner face aux professionnels sur le Tour de l'Ain, où il termine deuxième de l'étape de Montréal-la-Cluse cette fois devant Dario Cataldo et Jérôme Coppel et achève la course à la onzième place du classement général. Il est logiquement sélectionné par son équipe nationale pour participer au Tour de l'Avenir en tant que leader. Il parvient finalement à gagner une étape, celle raccourcie à cause de chutes de neige, arrivant au col des Saisies.
Après une troisième victoire de la saison à l'occasion du Tour de Bulgarie, il prend part aux championnats du monde espoirs sur route et contre-la-montre. Il démontre tout son talent lors de l'épreuve sur route, en décrochant le titre mondial au sprint après de multiples ascensions du Cauberg, devenant ainsi le premier coureur kazakh à gagner un titre de champion du monde. Ses résultats prometteurs lui valent des comparaisons avec son idole Alexandre Vinokourov et un contrat professionnel dans l'équipe UCI World Tour en 2013.

### 2013-2024: professionnel chez Astana

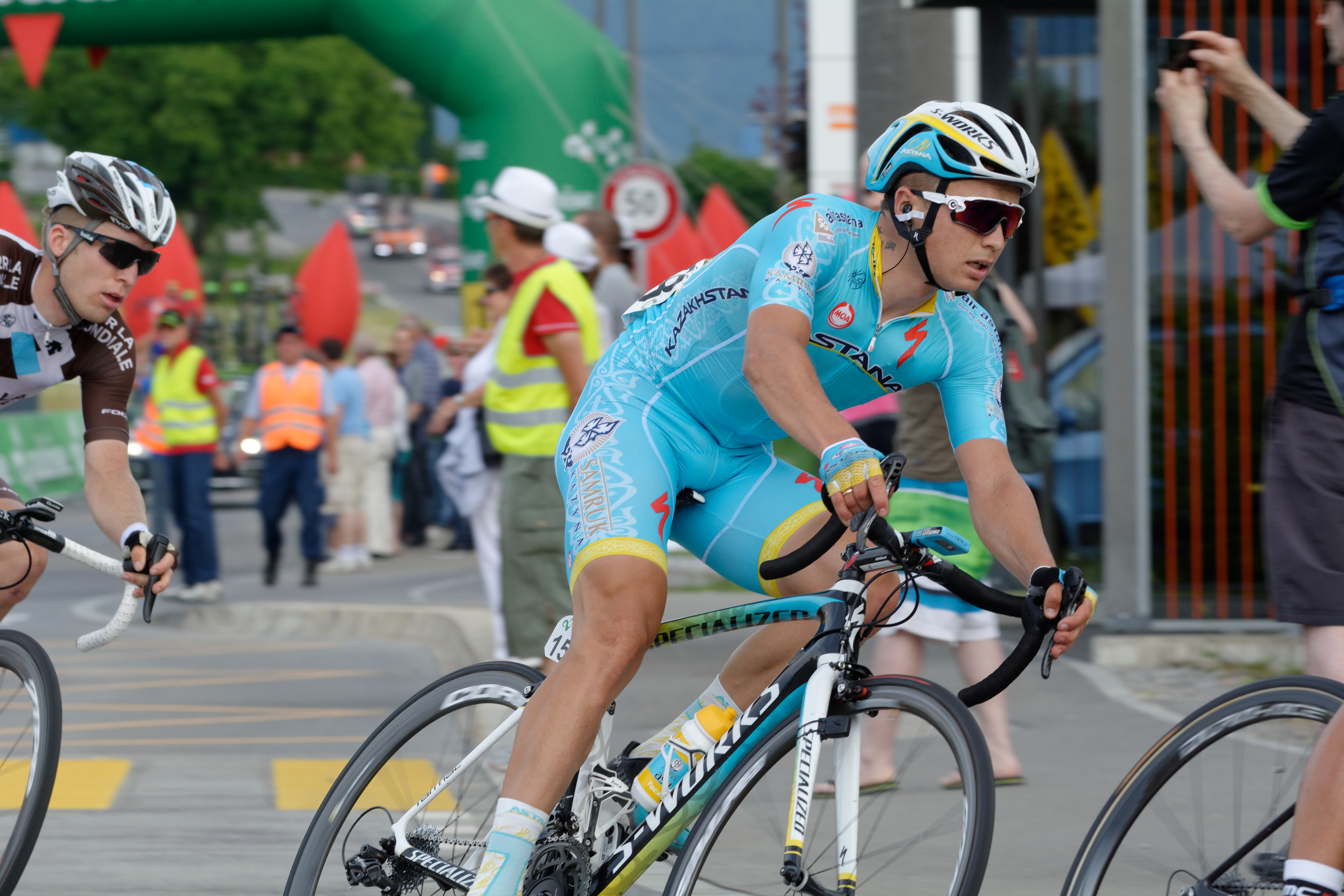
Alexey Lutsenko lors du Tour de Suisse 2015

Alexey Lutsenko fait ses débuts professionnels avec Astana en février 2013 au Tour de Langkawi. En juillet, il dispute son premier Tour de France, qu'il abandonne lors de la 18e étape à cause d'une fièvre trop élevée. En fin de saison, il est sélectionné en équipe du Kazakhstan pour les championnats du monde sur route, à Florence. Il y dispute le contre-la-montre, dont il prend la 48e place, et la course en ligne, qu'il ne termine pas.
En 2014, Lutsenko est privé d'une première participation au Tour d'Italie à cause d'un problème de passeport. En août, il obtient sa première victoire chez les professionnels en gagnant le contre-la-montre du Tour du Danemark. Il termine à la quatrième place du classement général de cette course. Il dispute ensuite le Tour d'Espagne. Deuxième de la neuvième étape, il figure dans un groupe d'échappés lors de la treizième étape, puis s'en extrait seul et est rattrapé à sept kilomètres de l'arrivée. Il est huitième de la dernière étape, un contre-la-montre, et termine centième du classement général. Une semaine plus tard, il prend, avec ses coéquipiers d'Astana, la douzième place du championnat du monde du contre-la-montre par équipes. Il part ensuite en Corée du Sud représenter le Kazakhstan aux Jeux asiatiques. Il y obtient la médaille d'or du contre-la-montre. Il termine la saison en gagnant le Tour d'Almaty.
Lutsenko obtient sa première victoire sur une course World Tour en gagnant la septième étape du Tour de Suisse 2015. Quelques jours plus tard, il remporte le titre de champion du Kazakhstan du contre-la-montre. En fin de saison, il est à nouveau vainqueur du Tour d'Almaty.
En mars 2016, Alexey Lutsenko remporte la cinquième étape de Paris-Nice puis prend la troisième place des Trois Jours de La Panne. Le mois suivant, il se blesse à la main lors de l'Amstel Gold Race. Durant l'été, il dispute son deuxième Tour de France, qu'il termine pour la première fois, à la 62e place. Fin juillet, une collision avec une voiture durant un entraînement le blesse à la cheville et le prive des Jeux olympiques de Rio, où il était sélectionné pour représenter le Kazakhstan en contre-la-montre. Au mois d'août 2016 il prolonge de deux ans le contrat qui le lie à la formation Astana. De retour en forme en fin de saison, il remporte le Tour d'Almaty et le Tour de Hainan.
Durant les premiers mois de la saison 2017, Alexey Lutsenko est champion d'Asie du contre-la-montre par équipes avec le Kazakhstan puis monte sur le podium de la classiques À travers les Flandres. Durant l'été, il participe au Tour de France et au Tour d'Espagne. Il remporte la cinquième étape de ce dernier. Aux championnats du monde sur route à Bergen, en Norvège, il est aligné sur les trois courses élites. Onzième du contre-la-montre par équipes avec Astana, il est 28e du contre-la-montre individuel et onzième de la course en ligne. Il termine l'année avec une quatrième victoire consécutive au Tour d'Almaty.

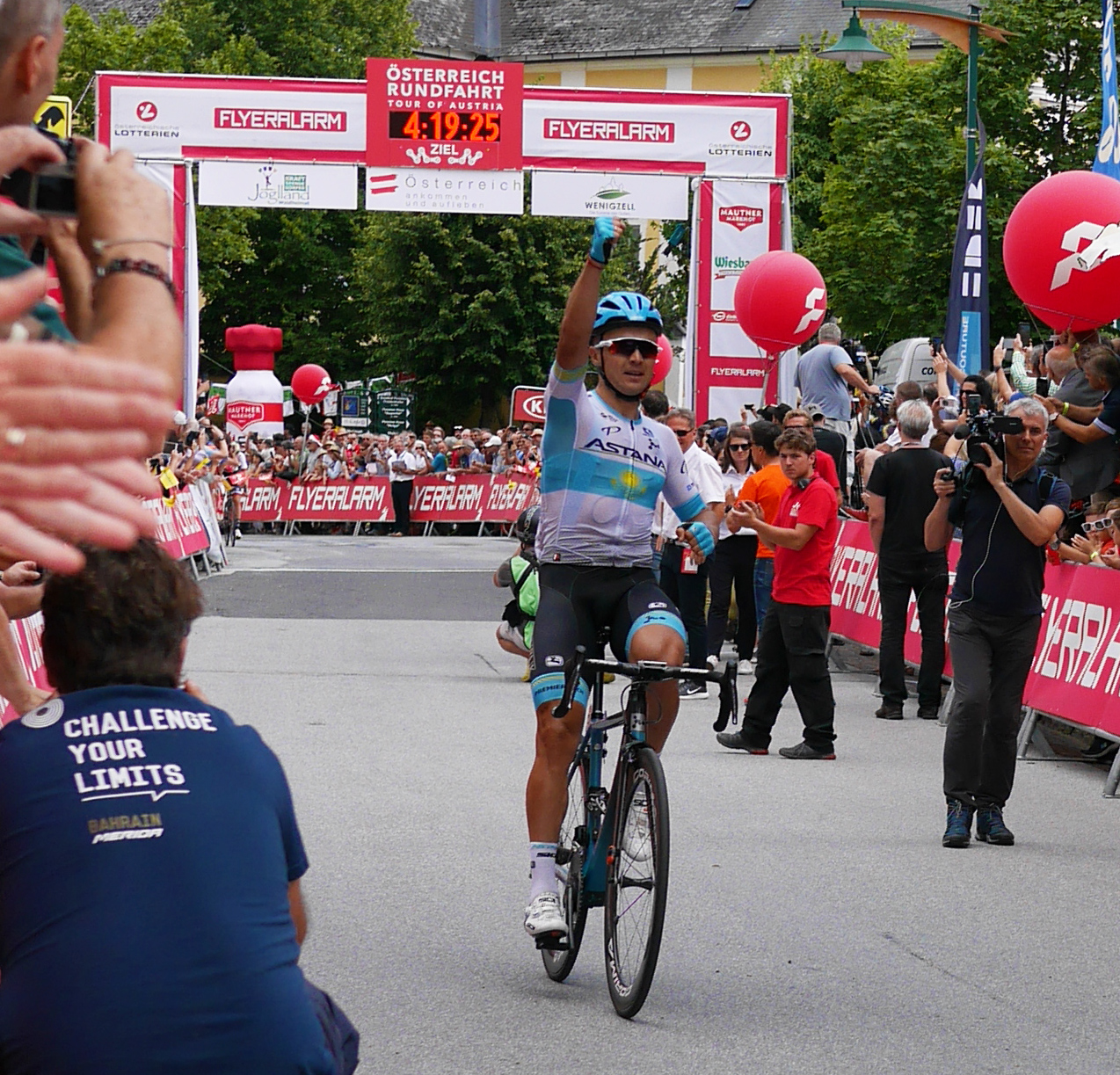
Lutsenko, célébrant la victoire sur la sixième étape du Tour d'Autriche 2018.

En début de saison 2018, Alexey Lutsenko remporte le classement final du Tour d'Oman devant son coéquipier Miguel Ángel López. Au mois d'août, il prolonge de deux ans le contrat qui le lie à sa formation. L'année suivante, il gagne trois étapes sur six et le général pour du Tour d'Oman et devient le deuxième coureur à conserver son titre sur la course. Il gagne par la suite une étape de Tirreno-Adriatico.
Au début de l'été 2019, il s'adjuge un nouveau titre de champion du Kazakhstan du contre-la-montre. En juillet, il est 19e du Tour de France. En août, il remporte le classement général de l'Arctic Race of Norway.
En février 2020, il est révélé que Lutsenko était présent durant au moins un rendez-vous en 2019 entre son coéquipier Jakob Fuglsang et le controversé médecin italien Michele Ferrari, qui a été banni à vie du monde sportif. Le 5 février, la Fondation Antidopage du Cyclisme confirme qu'elle n'a pas ouvert de procédure disciplinaire à leur encontre et regrette la divulgation publique de ces allégations. Le 3 septembre 2020, il remporte la sixième étape du Tour de France entre Le Teil et le Mont Saint-Aigoual. Parti en compagnie de 5 coureurs en début de journée, il se retrouve en solitaire après des accélérations répétées dans le col de la Lusette.
En 2021, son début de saison est difficile. Il doit attendre le mois d'avril pour signer son premier résultat notable en terminant deuxième du Grand Prix Miguel Indurain derrière Alejandro Valverde. En retrait sur les classiques ardennaises, il abandonne après deux étapes sur le Tour de Romandie pour se reposer. En juin, il se révèle en deuxième partie de saison sur les courses par étapes montagneuses. Pour son retour à la compétition, il gagne le contre-la-montre du Critérium du Dauphiné, une première pour lui sur une course World Tour. Régulier, il se classe deuxième du général final, battu uniquement par Richie Porte pour 17 secondes. Il s'aligne ensuite sur le Tour de France, où il continue à montrer ses qualités de grimpeur en terminant septième du général. Il participe ensuite aux Jeux olympiques de Tokyo, où il est 21e de la course en ligne et 32e du contre-la-montre. En fin de saison, il remporte la Coppa Agostoni, se classe quatrième de la première édition de la Veneto Classic, ainsi que huitième du Tour de Slovaquie. Durant l'intersaison, il décide de changer de registre et viser désormais les classements généraux des courses par étapes. 
En 2022, il décroche une victoire dès son premier jour de course en s'imposant lors de la Jaén Paraiso Interior. En mars, une chute au cours d'un entraînement en Espagne lui cause une fracture à une clavicule. Il vise le podium sur le Tour de France, mais après une première partie très compliquée, il doit se satisfaire d'une huitième place finale grâce à de bonnes performances dans les Pyrénées. Il enchaine ensuite avec le Tour d'Espagne, où il vise les victoires d'étapes. Il échoue à atteindre cet objectif, alors que pendant la deuxième journée de repos, il devient père d'un garçon également prénommé Alexey. Lors des mondiaux, il est le dernier coureur à   suivre le futur champion du monde Remco Evenepoel. Il est finalement lâché, mais est longtemps en position de décrocher une médaille, avant d'être repris dans le final et de ne terminer que 24e.
En 2023, il remporte l'étape-reine et le classement général du Tour de Sicile.

## Palmarès et classements mondiaux

### Palmarès
| - 2010 - Champion d'Asie sur route juniors - 2e étape de l'Internationale 3-Etappen-Rundfahrt (de) - Médaillé d'argent au championnat d'Asie du contre-la-montre juniors - 3e de l'Internationale 3-Etappen-Rundfahrt (de) - 2012 - Champion du monde sur route espoirs - 5e étape du Tour du Val d'Aoste - 5e étape du Tour de l'Avenir - 1reb étape du Tour de Bulgarie - 2e du championnat du Kazakhstan sur route - 2e du championnat du Kazakhstan du contre-la-montre - 2e du Grand Prix des Marbriers - 3e de la Coupe des nations Ville Saguenay - 2014 - Médaillé d'or du contre-la-montre aux Jeux asiatiques - 5e étape du Tour du Danemark (contre-la-montre) - Tour d'Almaty - 2015 - Champion du Kazakhstan du contre-la-montre - 8e étape du Tour de Suisse - Tour d'Almaty - 2016 - Tour d'Almaty - 5e étape de Paris-Nice - Tour de Hainan : - Classement général - 8e étape - 3e des Trois Jours de La Panne - 2017 - Champion d'Asie du contre-la-montre par équipes - 5e étape du Tour d'Espagne - Tour d'Almaty : - Classement général - 1re étape - 2e de l'UCI Asia Tour - 3e d'À travers les Flandres - 9e du championnat du monde sur route - 2018 - UCI Asia Tour - Médaillé d'or de la course en ligne aux Jeux asiatiques - Médaillé d'or du contre-la-montre aux Jeux Asiatiques - Champion du Kazakhstan sur route - Classement général du Tour d'Oman - 6e étape du Tour d'Autriche - 4e étape du Tour de Turquie - 2e du Tour de Turquie - 2019 - UCI Asia Tour - Champion du Kazakhstan sur route - Champion du Kazakhstan du contre-la-montre - Tour d'Oman : - Classement général - 2e, 3e et 5e étapes - 4e étape de Tirreno-Adriatico - Classement général de l'Arctic Race of Norway - Coppa Sabatini - Mémorial Marco Pantani - 2e de la Coppa Agostoni - 4e du Circuit Het Nieuwsblad - 7e des Strade Bianche - 7e du Critérium du Dauphiné | - 2020 - UCI Asia Tour - 6e étape du Tour de France - 3e du Tour de la Provence - 3e du Tour des Émirats arabes unis - 2021 - UCI Asia Tour - 4e étape du Critérium du Dauphiné (contre-la-montre) - Coppa Agostoni - 2e du Grand Prix Miguel Indurain - 2e du Critérium du Dauphiné - 7e du Tour de France - 2022 - UCI Asia Tour - Jaén Paraiso Interior - 8e du Tour de France - 2023 - UCI Asia Tour - Médaillé d'or du contre-la-montre aux Jeux Asiatiques - Champion du Kazakhstan sur route - Champion du Kazakhstan du contre-la-montre - Tour de Sicile : - Classement général - 4e étape - Circuit de Getxo - Mémorial Marco Pantani - Tour de Turquie : - Classement général - 3e étape - Médaillé d'argent de la course en ligne aux Jeux Asiatiques - 5e de l'Amstel Gold Race - 2024 - UCI Asia Tour - Tour des Abruzzes : - Classement général - 3e étape - 3e du Trophée Matteotti - 8e de Liège-Bastogne-Liège |  |

### Résultats sur les grands tours

#### Tour de France
10 participations
- 2013 : abandon (18e étape)
- 2016 : 62e
- 2017 : 71e
- 2019 : 19e
- 2020 : 46e, vainqueur de la 6e étape
- 2021 : 7e
- 2022 : 8e
- 2023 : 40e
- 2024 : abandon (17e étape)
- 2025 : 92e

#### Tour d'Italie
2 participations
- 2018 : 87e
- 2024 : non-partant (9e étape)

#### Tour d'Espagne
3 participations
- 2014 : 100e
- 2017 : 75e, vainqueur de la 5e étape
- 2022 : 71e

### Classements mondiaux
| Année                                 | 2011 | 2012 | 2013 | 2014 | 2015 | 2016 | 2017 | 2018 | 2019 | 2020 | 2021 | 2022 | 2023 | 2024 |
| ------------------------------------- | ---- | ---- | ---- | ---- | ---- | ---- | ---- | ---- | ---- | ---- | ---- | ---- | ---- | ---- |
| UCI World Tour                        |      |      | nc   | 152e | 162e | 180e | 91e  | 96e  |      |      |      |      |      |      |
| Classement mondial                    |      |      |      |      |      | 180e | 62e  | 48e  | 22e  | 75e  | 39e  | 147e | 46e  | 187e |
| UCI Europe Tour                       | 816e | 40e  |      |      |      | 309e | nc   | 957e |      |      |      |      |      |      |
| UCI Asia Tour                         | nc   | 84e  |      |      |      | 59e  | 2e   | 1er  | 1er  | 1er  | 1er  | 1er  | 1er  | 1er  |
| UCI America Tour                      | 357e | 161e |      |      |      | nc   | nc   | nc   |      |      |      |      |      |      |
|                                       |      |      |      |      |      |      |      |      |      |      |      |      |      |      |
| Légende : nc = non classéSource : UCI |      |      |      |      |      |      |      |      |      |      |      |      |      |      |